# Aristida burraensis
Aristida burraensis är en gräsart som beskrevs av Bryan Kenneth Simon. Aristida burraensis ingår i släktet Aristida och familjen gräs. Inga underarter finns listade i Catalogue of Life.